# Argun'
L'Argun' (in cinese 额尔古纳河, in pinyin É'ěrgǔnà hé, in russo Аргу́нь) è un fiume della Russia siberiana orientale (Kraj Zabajkal'skij) e della Cina nordorientale (provincia dell'Heilongjiang), ramo sorgentifero di destra dell'Amur.
Nasce dal versante occidentale della catena montuosa del Grande Khingan con il nome di Hailar He, dirigendosi dapprima verso ovest-sudovest in una zona arida e stepposa, bagnando le città di Xiguit Qi e Hailar. Non lontano dalla città di Manzhouli l'Argun' compie una svolta decisa assumendo direzione nordorientale, iniziando a segnare il confine fra Russia e Cina, scorrendo in una valle piuttosto ampia racchiusa fra varie catene parallele di monti e senza incontrare alcun centro urbano di rilievo; riceve in questo tratto i principali affluenti, che sono Urov, Urjumkan, Uruljunguj, Verchnjaja Borzja e Gazimur dalla sinistra idrografica (versante russo), Gen He e Jiliu He dalla destra (versante cinese). All'estremità nordorientale dei monti Borščovočnyj si unisce alla Šilka originando l'Amur.
Il fiume è gelato, mediamente, dalla fine di novembre ai primi di maggio; la navigazione fluviale è saltuaria e irregolare. Nel fiume si contano circa 60 specie di pesci, che alimentano una discreta attività ittica.